# Amphoe Mueang Bueng Kan
Amphoe Mueang Bueng Kan (Thai: อำเภอ เมืองบึงกาฬ) ist ein Landkreis (Amphoe – Verwaltungs-Distrikt) in der Provinz Bueng Kan. Die Provinz Bueng Kan liegt im Norden der Nordostregion von Thailand, dem so genannten Isan.

## Geographie
Die Provinz Bueng Kan liegt etwa 615 Kilometer nordöstlich von Bangkok entlang des Mekong, der hier die Landesgrenze nach Laos darstellt.
Amphoe Bueng Kan grenzt an die folgenden Landkreise (von Osten im Uhrzeigersinn): an die Amphoe Bung Khla, Seka, Si Wilai, Phon Charoen, So Phisai und Pak Khat in der Provinz Bueng Kan. Nach Norden auf dem anderen Ufer des Mekong liegt die Provinz Bolikhamsai von Laos.

## Geschichte
Der Distrikt hieß ursprünglich Chaiburi (ไชยบุรี), er war Teil der Provinz Nakhon Phanom. 1917 wurde er der Provinz Nong Khai untergeordnet, und 1939 wurde er in Bueng Kan umbenannt.
Am 3. August 2010 wurde der Vorschlag, die Provinz Bueng Kan von der Provinz Nong Khai abzutrennen, von der thailändischen Regierung genehmigt. 
Am 22. März 2011 wurde das Gesetz „Act Establishing Changwat Bueng Kan, BE 2554 (2011)“ in der Royal Thai Government Gazette veröffentlicht. Der Landkreis Bueng Kan wurde der namensgebende Distrikt (Amphoe Mueang) der neuen Provinz und darum gem. Section 4 des Gesetzes in Amphoe Mueang Bueng Kan umbenannt.

## Verkehr
Im Landkreis entsteht die Fünfte Thailändisch-Laotische Freundschaftsbrücke sowie eine neue zwölf Kilometer lange Straße die  Route 244. Außerdem durchqueren die  Route 212 und die  Route 222 Bueng Kan den Landkreis.

## Verwaltung

### Provinzverwaltung
Der Landkreis Mueang Bueng Kan ist in zwölf Tambon („Unterbezirke“ oder „Gemeinden“) eingeteilt, die sich weiter in 131 Muban („Dörfer“) unterteilen.
| Nr.  | Name       | Thai     | Muban | Einw.  |
| ---- | ---------- | -------- | ----- | ------ |
| 01.  | Bueng Kan  | บึงกาฬ    | 11    | 10.116 |
| 02.  | Non Sombun | โนนสมบูรณ์ | 13    | 10.019 |
| 03.  | Non Sawang | โนนสว่าง  | 11    | 06.814 |
| 04.  | Ho Kham    | หอคำ     | 14    | 07.210 |
| 05.  | Nong Loeng | หนองเลิง  | 13    | 08.599 |
| 06.  | Khok Kong  | โคกก่อง   | 09    | 06.938 |
| 07.  | Na Sawan   | นาสวรรค์  | 09    | 07.648 |
| 08.  | Khai Si    | ไคสี      | 10    | 05.378 |
| 09.  | Chaiyaphon | ชัยพร     | 13    | 08.318 |
| 010. | Wisit      | วิศิษฐ์     | 13    | 09.675 |
| 011. | Kham Na Di | คำนาดี    | 08    | 05.164 |
| 012. | Pong Pueai | โป่งเปือย  | 07    | 05.092 |

Hinweis: Die fehlenden Nummern (Geocodes) beziehen sich auf die Tambon, die heute zu Bung Khla und Si Wilai gehören.

### Lokalverwaltung
Es gibt sieben Kommunen mit „Kleinstadt“-Status (Thesaban Tambon) im Landkreis:
- Nong Loeng (Thai: เทศบาลตำบลหนองเลิง), bestehend aus dem gesamten Tambon Nong Loeng.
- Khok Kong (Thai: เทศบาลตำบลโคกก่อง), bestehend aus dem gesamten Tambon Khok Kong.
- Khai Si (Thai: เทศบาลตำบลไคสี), bestehend aus dem gesamten Tambon Khai Si.
- Bueng Kan (Thai: เทศบาลตำบลบึงกาฬ), bestehend aus Teilen der Tambon Bueng Kan und Wisit.
- Wisit (Thai: เทศบาลตำบลวิศิษฐ์), bestehend aus den übrigen Teilen des Tambon Wisit.
- Non Sawang (Thai: เทศบาลตำบลโนนสว่าง), bestehend aus dem gesamten Tambon Non Sawang.
- Ho Kham (Thai: เทศบาลตำบลหอคำ), bestehend aus dem gesamten Tambon Ho Kham.

Außerdem gibt es sechs „Tambon-Verwaltungsorganisationen“ (องค์การบริหารส่วนตำบล – Tambon Administrative Organizations, TAO):
- Bueng Kan (Thai: องค์การบริหารส่วนตำบลบึงกาฬ)
- Non Sombun (Thai: องค์การบริหารส่วนตำบลโนนสมบูรณ์)
- Na Sawan (Thai: องค์การบริหารส่วนตำบลนาสวรรค์)
- Chaiyaphon (Thai: องค์การบริหารส่วนตำบลชัยพร)
- Kham Na Di (Thai: องค์การบริหารส่วนตำบลคำนาดี)
- Pong Pueai (Thai: องค์การบริหารส่วนตำบลโป่งเปือย)